# ベルギーの政党
ベルギーの政党は、ベルギーの政党について説明する。

## 概要
ベルギーにおける政党の対立軸は、まず宗教的な対立（キリスト教VS世俗主義）によって形成され、次に階級を巡る対立（資本家階級VS労働者階級）によって形成された。これによってキリスト教民主主義政党（カトリック党）と自由主義政党（自由党→自由進歩党）及び社会主義政党（労働党→社会党）が伝統的な主要政党として19世紀末から第2次世界大戦後まで活動し続けた。
しかし言語戦争をきっかけとしたフランデレン地域とワロン地域の地域対立を背景に地域政党が結成された。まず1954年にフランデレン地域でフランデレン人民同盟（Volksunie ： VU）が結成、ワロン地域でも60年代前半にワロン連合（Rassemblement Waloon ： RW）とブリュッセル・フランス語民主戦線（Front Démocratique des Francophones de Bruxelles ： FDF）がそれぞれ発足、ルーヴァン・カトリック大学問題の最中に行われた1968年3月の総選挙で大きく支持を伸ばし、伝統的主要政党はいずれも支持を減らす結果となった。
地域対立を背景に主要政党も政党組織の分党化が進み、全国指導部を有する地域政党の連合体としての性格が強くなった。まずカトリック党が1968年にオランダ語圏のキリスト教人民党（CVP：Christelijke Volkspartij）とフランス語圏のキリスト教社会党（PSC：Parti Social Chrétien）に分裂、自由進歩党（PVV／PLP：Partij voor Vrijheid en Vooruitang ／ Parti de la Libérte et du Progré）も1972年にPVV（オランダ語圏）とPRL（フランス語圏）に分裂、最後まで全国組織を維持した社会党も1978年にSP（オランダ語圏）とPS（フランス語圏）に分裂した。この結果、ベルギーではキリスト教民主主義政党と自由主義政党および社会主義政党の主要三政党がオランダ語圏とフランス語圏で異なる政党組織を有する分極的多党制の状況が出現することになった。

## 政党一覧
| 地域             | 党名                                                                  | 党名                     | 備考 |
| 地域             | 現地表記                                                              | 日本語                   | 備考 |
| ---------------- | --------------------------------------------------------------------- | ------------------------ | --- |
| フランデレン地域 | CD&V Christen-Democratischen en Vlaams                                | キリスト教民主フラームス | フラマン系キリスト教民主党。2001年にキリスト教人民党 (CVP) から改称。                                                  |
| フランデレン地域 | VLD Vlaamse Liberalen en Democraten                                   | フラームス自由民主       | フラマン系自由党 |
| フランデレン地域 | Vooruit                                                               | 前進                     | フラマン系社会党。2021年に社会党・別 (SP.a) から党名変更。                                                             |
| フランデレン地域 | Groen                                                                 | フルン                   | フラマン系環境政党 |
| フランデレン地域 | N-VA Nieuw-Vlaams Alliantie                                           | 新フラームス同盟         | オランダ語圏の地域主義政党                                                                                             |
| フランデレン地域 | VB Vlaams Belang                                                      | フラームス・ベランフ     | オランダ語圏の分離独立を主張する民族主義政党                                                                           |
| ワロン地域       | PS Parti Socialiste                                                   | 社会党                   | ワロン系社会党 |
| ワロン地域       | LE Les Engagés                                                        | レザンガジェ             | ワロン系キリスト教民主党。2002年にキリスト教社会党 (PSC) から民主人道主義中道派 (CDH) へ、さらに2022年に現党名に改称。 |
| ワロン地域       | MR Mouvement Réformateur                                              | 改革運動                 | ワロン系自由党 |
| ワロン地域       | Ecolo                                                                 | エコロ                   | ワロン系環境政党 |
| ワロン地域       | DéFI                                                                  | デフィ                   | ワロン地域の地域主義政党                                                                                               |
| ワロン地域       | PP Parti populaire                                                    | 人民党                   | ワロン地域の保守政党                                                                                                   |
| ワロン地域       | FN Front National                                                     | 国民戦線                 | ワロン地域の民族主義政党                                                                                               |
| ドイツ語地域     | PSC Parti Social Chrétien                                             | キリスト教社会党         | ドイツ系キリスト教民主党                                                                                               |
| ドイツ語地域     | PFF Partei für Freiheit und Fortschritt                               | 自由と進歩のための党     | ドイツ系自由党 |
| ドイツ語地域     |                                                                       | 社会党                   | ワロン系社会党 |
| ドイツ語地域     |                                                                       | エコロ                   | ワロン系環境政党 |
| ドイツ語地域     | ProDG                                                                 | プロDG                   | ドイツ地域の地域主義政党                                                                                               |
| 全国単一         | PVDA/PTB Partij van de Arbeid van België/Parti du Travail de Belgique | ベルギー労働者党         | マルクス主義政党 |